# Marshall, Oklahoma
Marshall är en ort i Logan County i Oklahoma. Orten fick sitt namn efter Marshalltown i Iowa. Marshall hade 272 invånare enligt 2010 års folkräkning.